# 黄师岳
黃师岳（1890年—1955年），字矗霄，安徽桐城人，中华民国陆军中将。
黄师岳早年毕业于东北陆军讲武堂与陆军大学十二期。后在东北军中任职。1929年出任东北军步兵第二十四旅旅长。1930年二十四旅改为十七旅，继续担任旅长。1933年十七旅又改为一一七师，任师长。后又调任国民政府军事委员会北平分会处长。1936年任中将。
抗日战争爆发后，黄师岳于1938年2月奉湖南省政府主席张治中之命，出任国立长沙临时大学湘黔滇旅行团团长。他带领300余师生从长沙步行前往在昆明新成立的国立西南联合大学。之后，奉命出任第五战区第十三游击纵队司令。抗战结束后，曾于1948年任东北剿总参议、国防部驻派驻东北剿总部员。10月又任第九兵团司令部联络官。11月在沈阳被中国人民解放军俘虏。
中华人民共和国成立后，黄师岳前往华北人民革命大学学习。1950年12月，出任广西省人民委员会参事。1955年10月1日在南宁病逝，葬於南寧市東北郊之皇帝嶺公墓。

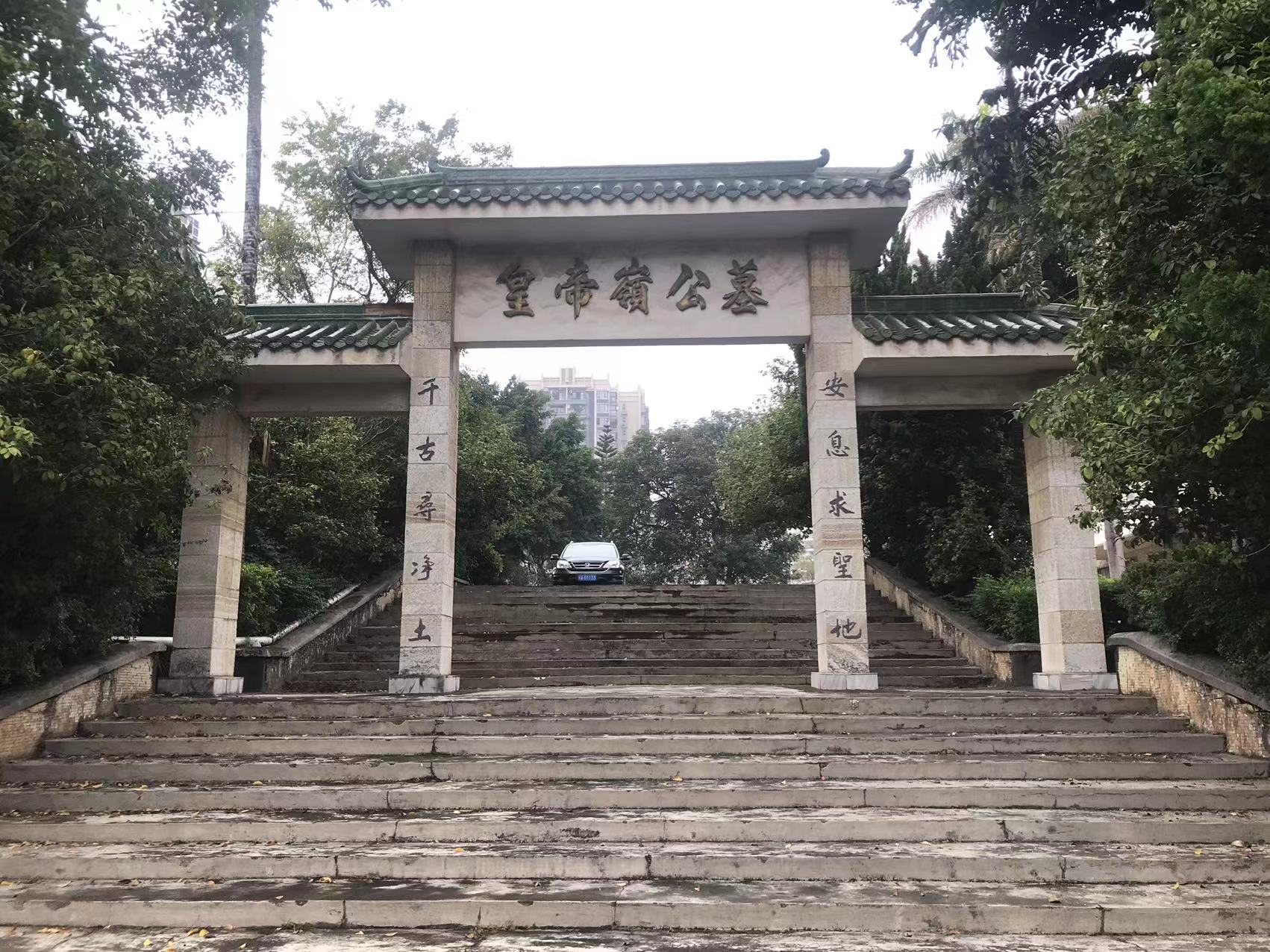
黃師岳中將下葬之處